# Pile A23

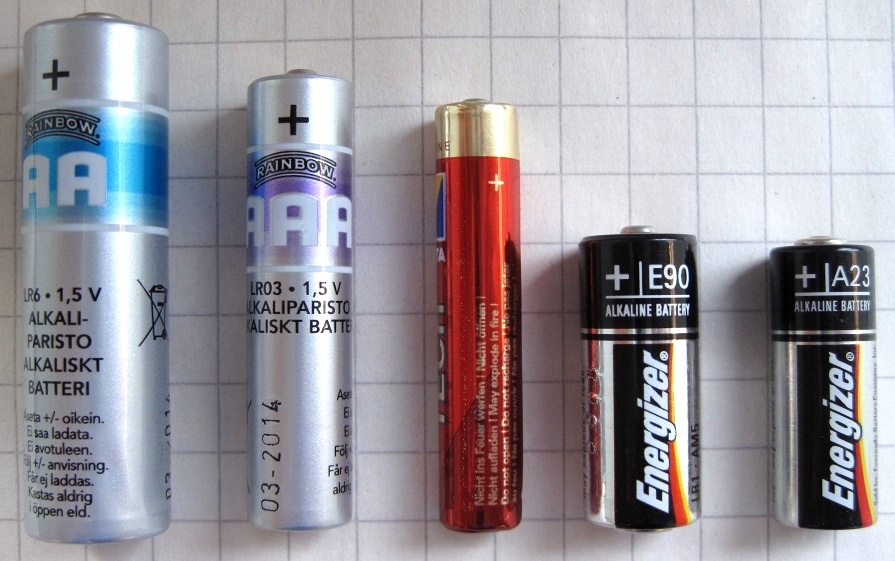
De gauche à droite : piles AA, AAA, AAAA, E90 et A23

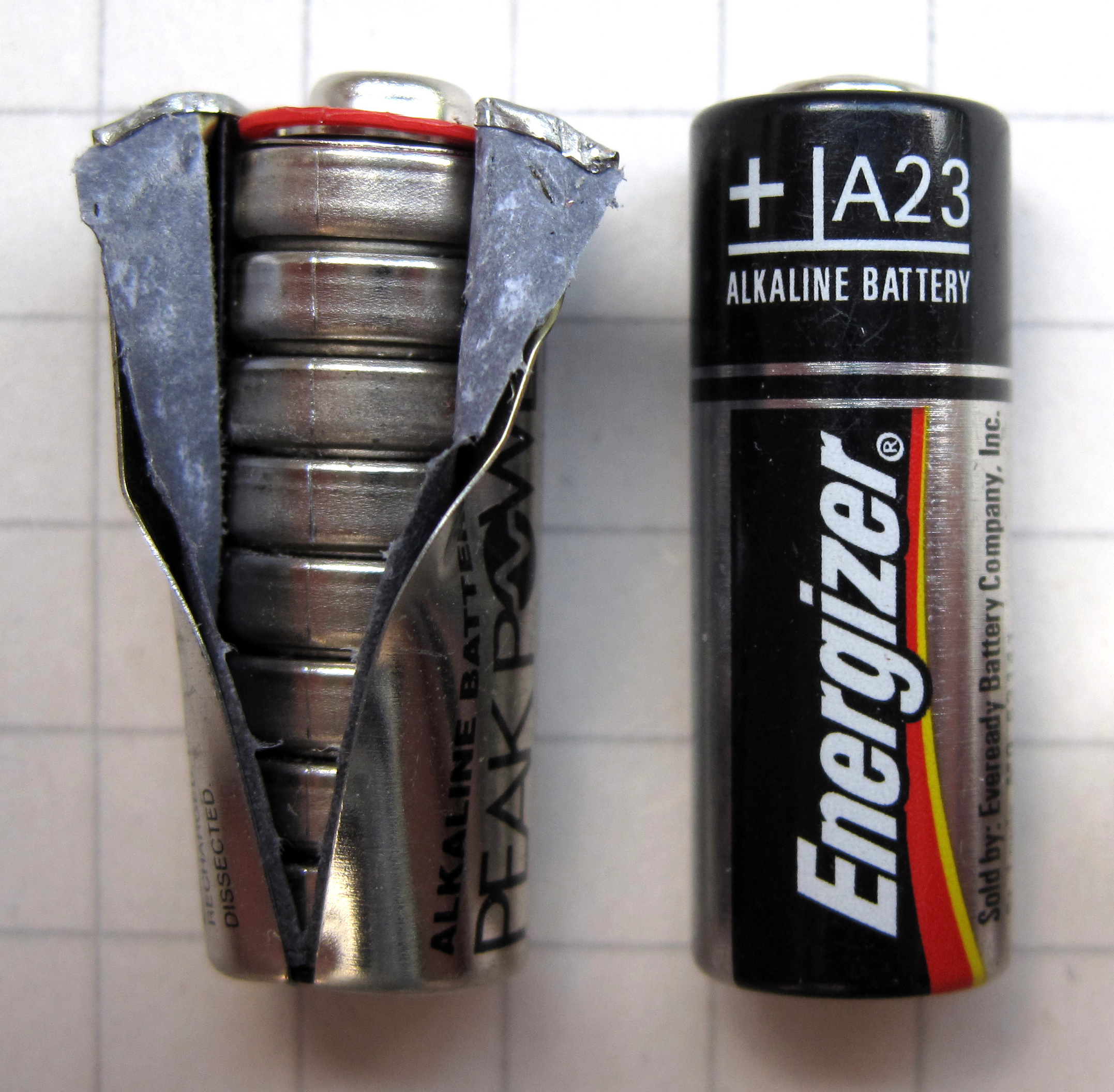
Une pile A23 ouverte montrant les cellules LR932 et une batterie intacte

La pile A23 (également connue sous les dénominations 23AE, GP23A, V23GA,  LRV08,  8LR932,  8LR23, MN21, P23GA, L1028 ou ANSI-1181A ) est une pile sèche composée de huit piles boutton LR932, avec une tension nominale de 12 V.
Elle est utilisée principalement dans les petits appareils à radio-fréquence: porte-clés électroniques, ouverture de vehicules sans clés, télécommandes de garage, alarmes et domotique, casques Bluetooth.
La pile A23 est cylindrique et mesure environ les deux tiers de la longueur d'une pile AAA: elle  mesure 28 mm de long et 10 mm de diamètre, avec un poids typique de 8 grammes. Une batterie A23 contient 8 piles boutton alcalines LR932  individuelles enfermées dans un emballage et a une tension nominale de 12 V. Cette tension plus élevée est nécessaire pour alimenter les appareils de transmission et de réception de radiofréquence. Elle a une capacité d'environ 55 mAh. 
La taille de la batterie A23 est proche de celle de la pile A27, qui possède les mêmes 12 V de tension nominale et presque la même longueur mais le diamètre de la pile A27 est plus petit d'environ 20 % (8 mm au lieu de 10 mm pour la A23).